# UVSE Vízilabda Sportegyesület (női)
Az UVSE Vízilabda Sportegyesület Újpest női vízilabdacsapata, melynek székhelye Budapesten található. Jelenleg a E.ON női OB I-ben, a magyar első osztályban szerepel. 
Hazai mérkőzéseit a Margit-szigeti Hajós Alfréd Sportuszodában játssza.

## Klubtörténet
Az UVSE Vízilabda Sportegyesület 2008-ban alakult önálló csapattá, addig az utánpótlásban szerepeltették a náluk szereplő fiatalokat. Miután az UTE vízilabda szakosztálya megszűnt, az UVSE az ott klub nélkül maradtaknak is versenyzési szereplést biztosított. 
A klub központja a Margit-szigeten van, edzéseiket a Hajós uszodában tartják. Szinte minden korosztályban indít csapatot az UVSE, felnőtt csapataik pedig férfi- és női vonalon is az első osztályban szerepelnek.
Az egyesület az ország egyik legsikeresebb utánpótlásbázisa, női OB I-es csapatuk három bajnoki címet és három kupagyőzelmet ünnepelhetett, valamint a 2015-16-os idényben döntőt játszott a LEN-bajnokok kupájában.
A LEN-kupa 2016–17-es idényében története első európai kupagyőzelmét szerezte meg a női csapat. 2017. november 4-én a Komjádi-uszodában rendezett Európai Szuperkupa mérkőzésen 10–6-os vereséget szenvedtek a Bajnokok Ligája-győztes orosz Kirisitől. A 2017–18-as LEN-bajnokok kupájában a negyedik helyen végeztek a Kirisiben rendezett négyes döntőben. A következő szezonban bejutottak a LEN-kupa döntőjébe, ott azonban 10–9-re kikaptak az olasz Orizzonte Cataniától. A 2020–21-es bajnokságban egymást követő hatodik alkalomma szerzett bajnoki címet a csapat, az Euroligában pedig 3. lett. 2023. március 29-én az ősi rivális Ferencváros ellen diadalmaskodtak, így második alkalommal hódították el a LEN-kupa serlegét.

## Sikerei

### Hazai
- Magyar bajnok (8): 2014–15, 2015–16, 2016–17, 2017–18, 2018–19,[11] 2020–21, 2021–22, 2023–24
- Magyar Kupa-győztes (7): 2014, 2015, 2016, 2017, 2018, 2023, 2024
- Magyar női vízilabda szuperkupa győztes (3): 2016, 2017, 2018

### Nemzetközi
- LEN-bajnokok ligája
  - Döntős (1): 2015–16
  - 3. hely (1): 2020–21
- LEN-kupa
  - Győztes (2): 2016–17, 2022–23
  - Döntős (1): 2018–19
- LEN-szuperkupa
  - Döntős (2): 2017, 2023

## Keret
2021–22-es szezon
| №  | Nemzetiség | Játékos               | Születési idő                  | Poszt    | L/R |
| 1  | HUN        | Magyari Alda          | 2000. október 19. (24 éves)    | Kapus    |     |
| 2  | HUN        | Aubéli Tekla          | 2004. március 18. (21 éves)    | center   |     |
| 3  | HUN        | Baksa Vanda           | 2001. november 27. (23 éves)   | rosszkéz |     |
| 4  | HUN        | Faragó Kamilla        | 2000. november 22. (24 éves)   | kapás    |     |
| 5  | HUN        | Szűcs Gabriella       | 1988. március 7. (37 éves)     | bekk     |     |
| 6  | HUN        | Irmes Rozália Regina  | 2004. december 6. (20 éves)    | rosszkéz |     |
| 7  | HUN        | Szegedi Panni         | 2004. november 5. (20 éves)    | kapás    |     |
| 8  | HUN        | Lendvay Zoé Panna     | 2006. szeptember 28. (18 éves) | kapás    |     |
| 9  | HUN        | Peresztegi Nagy Kinga | 2001. október 11. (23 éves)    | bekk     |     |
| 10 | HUN        | Mácsai Eszter Panna   | 2005. szeptember 16. (19 éves) | kapás    |     |
| 11 | HUN        | Tiba Panna            | 2007. május 22. (17 éves)      | bekk     |     |
| 12 | HUN        | Hajdú Kata            | 2006. március 27. (18 éves)    | kapás    |     |
| 13 | HUN        | Golopencza Nóra       | 2004. február 29. (21 éves)    | bekk     |     |
| 14 | HUN        | Golopencza Szonja     | 2005. november 29. (19 éves)   | Kapus    |     |
| 15 | HUN        | Varró Eszter          | 2006. február 20. (19 éves)    | center   |     |
| 16 | HUN        | Kóka Zelma            | 2004. augusztus 8. (20 éves)   | bekk     |     |

| Szakmai stáb | Szakmai stáb   |
| ------------ | -------------- |
| Vezetőedző   | Benczur Márton |
| Másodedző    | Csicsáky Vince |
| Kapusedző    | Áts Bertalan   |

### Átigazolások(2022-23)
| Érkezők: | Távozók: - Keszthelyi Rita (CN Mataró) |